# Crangon allmani
Crangon allmani är en kräftdjursart som beskrevs av John Robert Kinahan 1857. Crangon allmani ingår i släktet Crangon, och familjen Crangonidae. Arten är reproducerande i Sverige.